# Spinilabochilus turcmenicus
Spinilabochilus turcmenicus är en stekelart som beskrevs av Kurzenko 1981. Spinilabochilus turcmenicus ingår i släktet Spinilabochilus och familjen Eumenidae. Inga underarter finns listade i Catalogue of Life.